# 彩繪女士

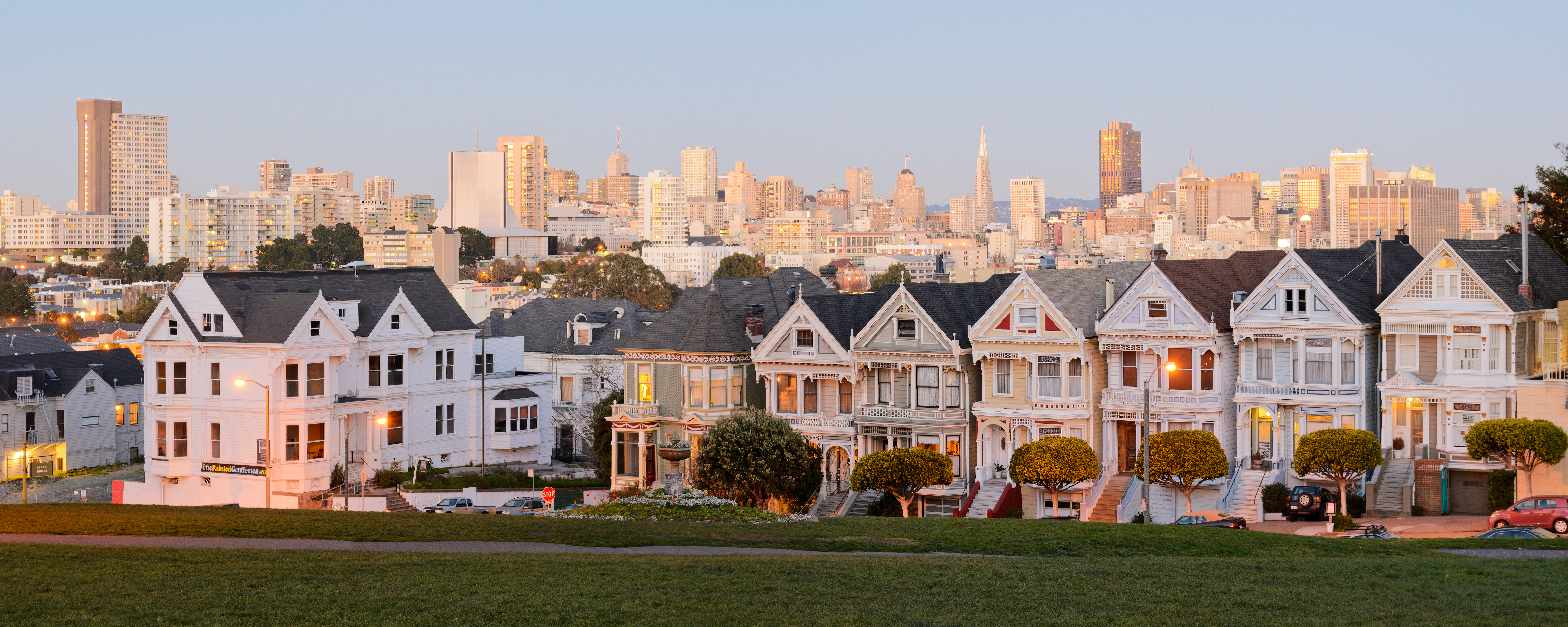
舊金山阿拉莫廣場旁的「彩繪女士」

彩繪女士（英語：Painted ladies）是美國建築的專業術語，指用以三種以上顏色使建築細節更加美化並具吸引力的維多利亞式及愛德華式房屋。1978年，作家伊麗莎白·波瑪達（Elizabeth Pomada）與麥可·拉爾森（Michael Larsen）所著的《彩繪女士》（Painted Ladies - San Francisco's Resplendent Victorians）一書，使得這個詞首度用於指舊金山的維多利亞式房屋。
從那時起，這個詞逐漸泛指美國其他城市內色彩艷麗的維多利亞式房屋，像是巴爾的摩的查爾斯村、聖路易的拉法耶特廣場、大舊金山及紐奧良地區、辛辛那提的哥倫比亞-圖斯庫盧姆社區、托雷多的舊西區及開普梅歷史區。

## 舊金山的彩繪女士

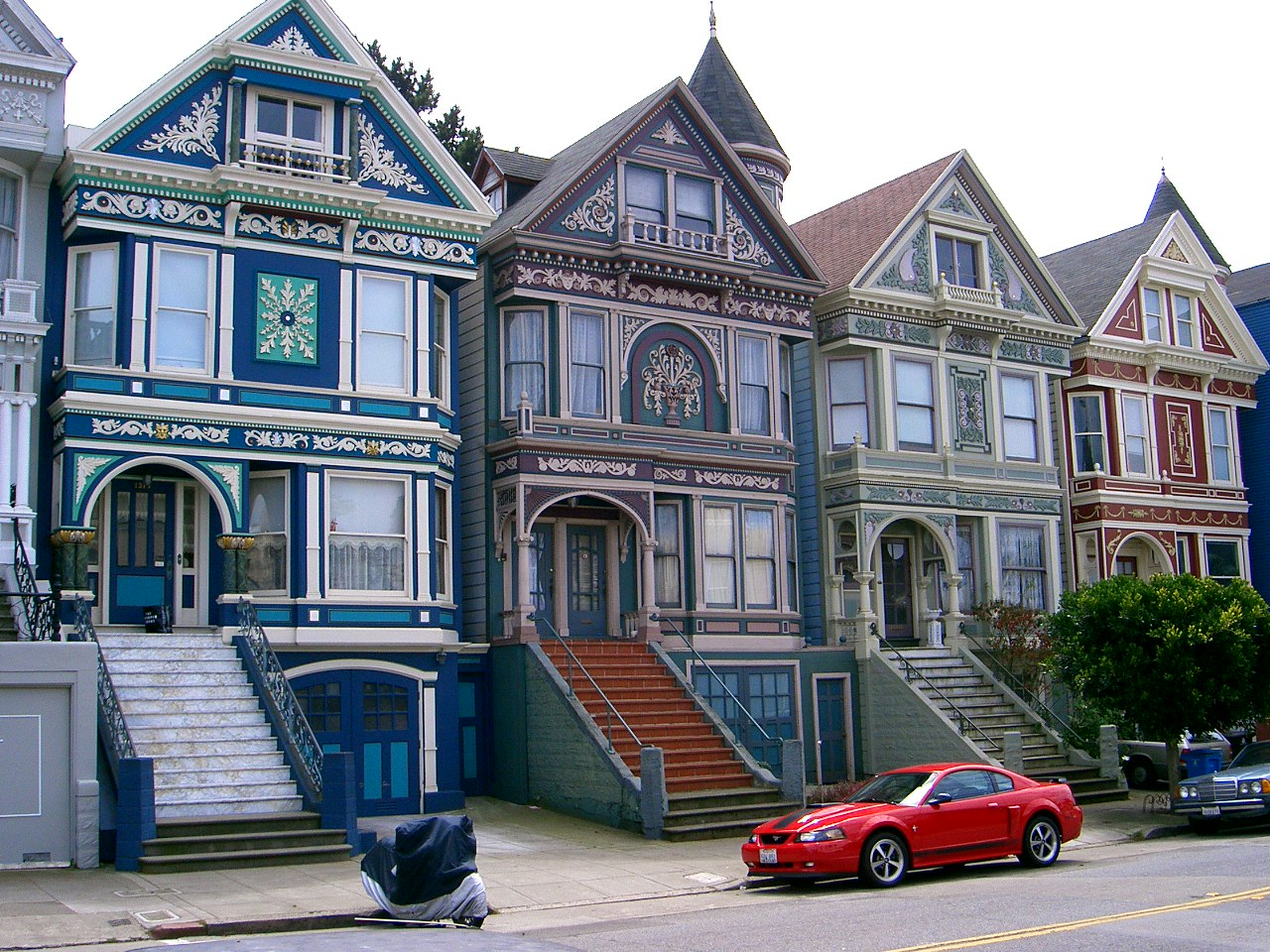
舊金山海特-阿什伯里社區的維多利亞式排屋

1849至1915年間，大約有48,000幢維多利亞式及愛德華式房屋（兩者間的轉捩發生於1901年維多利亞女王逝世）建造於舊金山地區，這些建築大多具有鮮豔的色彩。正如一名報社評論家在1885年所說，「……紅色、黃色、巧克力色、橘色，每一棟都很花俏且相當時尚……如果上層不是紅色或藍色的話……則它們將被漆成怪異的黃色和棕色……」雖然許多位在諾布山的房屋在1906年舊金山大地震被摧毀，但仍有數千棟大量建造且更加樸素的房屋倖存於該城市西部及南部社區。

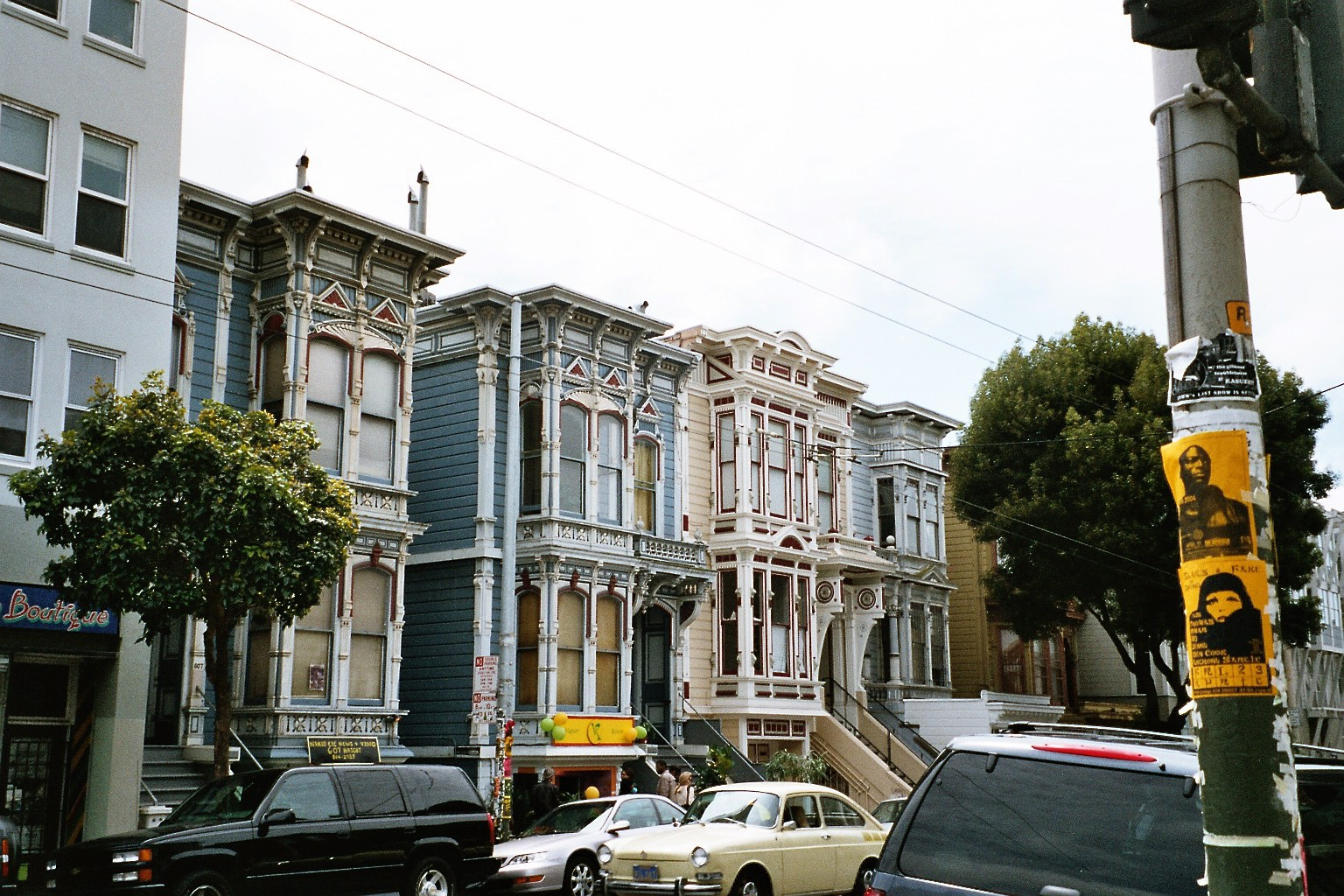
舊金山下海特的彩繪女士

第一次世界大戰與第二次世界大戰期間，人們利用海軍的作戰剩餘塗料，將許多的房屋漆成如戰艦般的灰色。約有1600多幢在此期間毀壞，許多其他的維多利亞式裝潢則被拆除，或以防水柏油紙、磚塊、灰泥、鋁牆板等遮蓋。
1963年，舊金山藝術家布奇·卡德姆（Butch Kardum）將他自己的義大利風格維多利亞式住宅，以藍色與綠色漆飾其外部。雖然他的房屋遭來了一些批評，但卻有更多的社區開始複製他的做法，將自宅粉刷上明亮的色彩。隨後，卡德姆成為了一位色彩設計師，他開始和像是東尼·卡納勒蒂奇（Tony Canaletich）、鮑勃·巴克特（Bob Buckter）、傑森·萬德斯（Jazon Wonders）等的藝術家及色彩學家，著手將許多灰色的房子改造成彩繪女士。到了1970年代，經過了當時所稱的色彩運動，整個社區與街景煥然一新。而這個過程也一直持續至今日。
其中，舊金山最具知名度的「彩繪女士」屬阿拉莫廣場對面，位在施泰納街（Steiner Street）710至720號的一排維多利亞式房屋。這裡也有「六姊妹」及「明信片屋」（Postcard Row）之稱。這排房子是由開發商馬修·卡瓦諾（Matthew Kavanaugh）在1892至1896年間建造而成的，卡瓦納夫也曾住在這些豪宅旁的施泰納街722號。這個街區時常出現在大眾媒體及此城市的旅遊景點介紹上，更曾登上約70部的電影、電視節目及廣告之中，其中也包括了電視劇《歡樂滿屋》的片頭畫面。

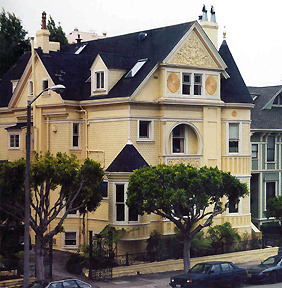
安妮女王維多利亞式的C·A·貝爾登之屋（C. A. Belden House），位在舊金山太平洋高地地區企李街（Clay Street）與華盛頓街（Washington Street）間的高夫街（Gough Street）上。這間房屋收錄於《國家史蹟名錄》。

## 延伸閱讀
- Michael Larsen and Elizabeth Pomada, Painted Ladies- San Francisco's Resplendent Victorians E.P. Dutton, New York, 1978
- Michael Larsen and Elizabeth Pomada, Daughters of Painted Ladies, E.P. Dutton, New York, 1987
- Michael Larsen and Elizabeth Pomada, The Painted Ladies Guide to Victorian California E.P. Dutton, New York
- Michael Larsen and Elizabeth Pomada, America's Painted Ladies, E.P. Dutton, New York, 1992
- Terry Way, "Victorian Homes Of San Francisco", Schiffer, PA 2009 ISBN 9780764332128
- John Clarke Mills, "Restoration of an 1890's San Francisco Victorian （页面存档备份，存于）", Blog, 2008

Template:舊金山景點
37°46′35″N 122°25′59″W / 37.77639°N 122.43306°W